# Galveston (Teksas)

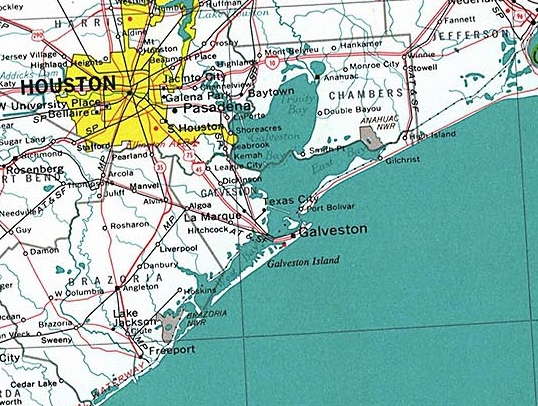
Okolice Galveston – mapa z 1970

Galveston – miasto w południowej części Stanów Zjednoczonych, w stanie Teksas, w Galveston County. Port nad Zatoką Meksykańską. Leży na wyspie Galveston, połączonej ze stałym lądem dwoma mostami drogowymi, jednym kolejowym i przeprawą promową. Miasto zajmuje niemal cały obszar wyspy, z wyjątkiem stanowiącej enklawę miejscowości Jamaica Beach. Do Galveston należy również sąsiednia wyspa Pelican Island.
Leży około 80 km na południowy wschód od Houston i jest częścią obszaru metropolitalnego tego miasta, mającego 5,2 mln mieszkańców (dane z 2004).
We wrześniu 1900 miasto zostało zdewastowane przez huragan i wywołaną nim powódź (patrz Huragan w Galveston). Wiejący przez 18 godzin z prędkością 215 kilometrów na godzinę huraganowy wiatr wzniósł sztormowe fale na wysokość 7 metrów. Woda błyskawicznie zalała port i liczącą wówczas 42 tys. mieszkańców miejscowość. Pośrednią przyczyną tej klęski żywiołowej był fakt, że Galveston zbudowano na wydmie o szerokości 1,5 km i wysokości sięgającej zaledwie 3 m nad poziom morza. W wyniku powodzi zginęło ok. 6 tys. ludzi, a ok. 7 tys. zostało rannych. Jednak większość budynków w historycznej części miasta została wyremontowana i obecnie Galveston przypomina miasto z czasów swojej świetności na przełomie XIX i XX wieku. Wyspa Galveston leży w obszarze dużego zagrożenia huraganami, których aktywność zgodnie z prognozami może rosnąć w najbliższych latach. Większość współczesnych budynków w związku z tym stawiana jest na palach co powinno uchronić je przed zmieceniem przez fale przelewające się przez wyspę z Zatoki Meksykańskiej do Galveston Bay.
Galveston jest doskonałym przykładem wiktoriańskiego miasteczka z południa Stanów Zjednoczonych. Obchody tradycyjnego karnawału – Mardi Gras są niemal tak huczne jak w Nowym Orleanie, przez co ściągają rzesze turystów. Plaże Galveston przez większość roku stanowią doskonałe miejsce odpoczynku dla mieszkańców Houston. Wody jednak nie należą tu do najczystszych, głównie ze względu na bliskość intensywnie eksploatowanych pól naftowych leżących pod dnem Zatoki.
W nocy z 12 na 13 września 2008 roku miasto znalazło się na drodze tropikalnego huraganu Ike, który spowodował czasowe zalanie znacznej części Galveston falą o wysokości od jednego metra (obszary osłonięte falochronem z początków XX wieku) do czterech metrów (tereny najniżej położone i plaże). Mieszkańcy zostali czasowo ewakuowani, odbudowa naruszonej infrastruktury trwała kilka tygodni, niektóre skutki powodzi (jak nieczynna komunikacja tramwajowa) pozostały jeszcze w roku 2012.
W mieście rozwinął się przemysł chemiczny, spożywczy, bawełniany oraz stoczniowy.

## Miasta partnerskie
- Macharaviaya, Hiszpania
- Niigata, Japonia
- Stavanger, Norwegia
- Veracruz, Meksyk